# Lista de prêmios e indicações recebidos por 2AM
Esta é uma lista de prêmios e indicações recebidos pela boy band sul-coreana 2AM.

## Prêmios e indicações

### Golden Disc Awards
| Ano  | Categoria           | Destinatário                       | Resultado |
| ---- | ------------------- | ---------------------------------- | --------- |
| 2010 | Digital Daesang     | "Can't Let You Go Even If I Die"   | Venceu    |
| 2010 | Digital Bonsang     | "Can't Let You Go Even If I Die"   | Venceu    |
| 2012 | Digital Music Award | "I Wonder If You Hurt Like Me"     | Indicado  |
| 2012 | Popularity award    | "F.Scott Fitzgerald's Way Of Love" | Indicado  |

### Seoul Music Awards
| Ano  | Categoria        | Destinatário                     | Resultado |
| ---- | ---------------- | -------------------------------- | --------- |
| 2011 | Bonsang          | "Can’t Let You Go Even If I Die" | Venceu    |
| 2011 | R&B Ballad Award | "Can’t Let You Go Even If I Die" | Venceu    |
| 2013 | Bonsang          | "I Wonder If You Hurt Like Me"   | Indicado  |

### Mnet Asian Music Awards
| Ano  | Categoria                      | Destinatário                     | Resultado |
| ---- | ------------------------------ | -------------------------------- | --------- |
| 2008 | Best New Male Artist           | "This Song"                      | Indicado  |
| 2010 | Song of the Year               | "Can't Let You Go Even If I Die" | Indicado  |
| 2010 | Album of the Year              | "Can't Let You Go Even If I Die" | Indicado  |
| 2010 | Artist of the Year             | "Can't Let You Go Even If I Die" | Indicado  |
| 2010 | Best Male Group                | "Can't Let You Go Even If I Die" | Indicado  |
| 2010 | Best Vocal Performance – Group | "Can't Let You Go Even If I Die" | Venceu    |
| 2011 | Song of the Year               | "You Wouldn't Answer My Calls"   | Indicado  |
| 2011 | Best Vocal Performance – Group | "You Wouldn't Answer My Calls"   | Indicado  |
| 2012 | Song of the Year               | "I Wonder If You Hurt Like Me"   | Indicado  |
| 2012 | Best Vocal Performance – Group | "I Wonder If You Hurt Like Me"   | Indicado  |
| 2013 | Best Vocal Performance - Male  | "One Spring Day"                 | Indicado  |

### Melon Music Awards
| Ano  | Categoria                  | Destinatário                     | Resultado |
| ---- | -------------------------- | -------------------------------- | --------- |
| 2010 | "'Song of the Year"'       | "Can't Let You Go Even If I Die" | Venceu    |
| 2010 | Album of the Year          | "Can't Let You Go Even If I Die" | Indicado  |
| 2010 | Top 10 Artists of the Year | "Can't Let You Go Even If I Die" | Venceu    |
| 2010 | Hot Trend Song Award       | "You Wouldn't Answer My Calls"   | Indicado  |
| 2012 | R&B/Ballad                 | "I Wonder If You Hurt Like Me"   | Indicado  |

### KCEA Awards
| Ano  | Categoria          | Destinatário                   | Resultado |
| ---- | ------------------ | ------------------------------ | --------- |
| 2012 | Best Male Vocalist | "I Wonder If You Hurt Like Me" | Indicado  |

### Outros prêmios
| Ano  | Prêmio |
| ---- | --- |
| 2008 | - Cyworld Digital Music Awards: Rookie of the Month (Julho) - Asia Song Festival: Rookie Award - Selecionado por Ministry of Culture, Sports and Tourism: Rookie of the Month (Setembro) |
| 2010 | - Cyworld Digital Music Awards: Song of the Month (Fevereiro) ("Can't Let You Go Even If I Die") - Gaon Chart Grand Opening Awards: Ringtone Awards ("Can't Let You Go Even If I Die" - 2010 Korean National Assembly Daesang Awards: Popular Music(101220) - MBC Entertainment Awards: Special Singer (2AM)(101229) - 2010 MNET 20's Choice (20 Estrelas mais influentes)(100826) - 2010 Dosirak Best Music - Best K-pop Song “Can’t Let You Go Even If I Die” - 2010 Dosirak Best Music - Song of the Year “Can’t Let You Go Even If I Die” - 2010 Nickelodeon Korea Kids' Choice Awards: Favorite Male Singer |
| 2011 | - 2010 Cyworld Digital Music Awards: Song of the Year ("Can't Let You Go Even If I Die") - 5th Mnet 20's Choice Awards: Pocari Sweat Hot Balance Star |

## Programas de Música
Estas são as vitórias do 2AM nos programas de televisão da Coréia. Inkigayo é exibido pela SBS, M Countdown no canal a cabo coreano Mnet, o Music Bank na KBS e o Show Champion na MBC Music.

### M Countdown
| Ano  | Data            | Canção                           |
| ---- | --------------- | -------------------------------- |
| 2010 | 25 de Fevereiro | "Can't Let You Go Even If I Die" |
| 2010 | 1 de Abril      | "I Was Wrong"                    |

Nota: Um artista só pode ganhar três vezes por música no M Countdown antes de serem retirados da lista de nomeados.

### Music Bank
| Ano  | Data        | Canção                         |
| ---- | ----------- | ------------------------------ |
| 2012 | 23 de Março | "I Wonder If You Hurt Like Me" |
| 2012 | 30 de Março | "I Wonder If You Hurt Like Me" |
| 2013 | March 22    | "One Spring Day"               |

### Inkigayo
| Ano  | Data           | Canção                           |
| ---- | -------------- | -------------------------------- |
| 2010 | 7 de Fevereiro | "Can't Let You Go Even If I Die" |
| 2010 | 7 de Março     | "Can't Let You Go Even If I Die" |
| 2010 | 14 de Novembro | "You Wouldn't Answer My Calls"   |

Note: Um artista só pode ganhar três vezes por música no Inkigayo antes de serem retirados da lista de candidatos do 'Take 7'.

### Show Champion
| Ano  | Data        | Canção                         |
| ---- | ----------- | ------------------------------ |
| 2012 | 20 de Março | "I Wonder If You Hurt Like Me" |
| 2013 | 27 de Março | "One Spring Day"               |